# Jean-Claude Decagny
Pour les articles homonymes, voir Decagny.
Jean-Claude Decagny, né le 10 juin 1939 à Maubeuge (Nord) et mort le 6 mai 2018 à Lille, est un homme politique français.

## Biographie
Jean-Claude Decagny est né le 10 juin 1939 à Maubeuge (Nord) dans le quartier de Sous-le-Bois, de parents ouvriers.
Il est député UDF du Nord en 1988 et de 1993 à 2007.
Après les élections législatives de 2007, où il laisse sa place de député de la 23e circonscription du Nord pour devenir suppléant, Jean-Claude Decagny se représente aux élections municipales 2008 à la mairie de Maubeuge.

### Famille
Jean-Claude Decagny est le père d'Arnaud Decagny, maire de Maubeuge depuis 2014 et vice-président du conseil départemental du Nord.

## Mandats
Anciens mandats :
- Mars 1971 - 1977 : conseiller municipal de Maubeuge (Nord)
- 1977 à 1984 : adjoint aux finances de Maubeuge (Nord)
- 22/03/1982 - 02/10/1988 : membre du Conseil général du Nord
- 01/12/1984 - 12/03/1989 : maire de Maubeuge (Nord)
- 25/01/1988 - 14/05/1988 : député
- 19/03/1989 - 18/06/1995 : membre du Conseil municipal de Maubeuge (Nord)
- 23/03/1992 - 30/06/1995 : membre du Conseil régional du Nord-Pas-de-Calais
- 02/04/1993 - 21/04/1997 : député
- 25/06/1995 - 18/03/2001 : maire de Maubeuge (Nord)
- 01/06/1997 - 18/06/2002 : député
- 12/06/2002 - 10/06/2007 : député

Mandats locaux en 2008 :
- Membre du Conseil municipal de Maubeuge, Nord, dans l'opposition.
- Député suppléant de la 23e circonscription du Nord.

Mandats nationaux :
- 08/12/1993 - 24/09/1995 : juge suppléant de la Cour de justice de la République
- 25/09/1995 - 21/04/1997 : juge titulaire de la Cour de justice de la République
- 25/06/1997 - 18/06/2002 : juge suppléant de la Haute Cour de justice
- Juin 2007 - 2010 : membre du Conseil économique et social